# Helius (Helius) nigriceps
Helius (Helius) nigriceps is een tweevleugelige uit de familie steltmuggen (Limoniidae). De soort komt voor in het Oriëntaals gebied.